# Futbol'nyj Klub Torpedo Moskva 2018-2019
Questa voce raccoglie le informazioni riguardanti il Futbol'nyj Klub Torpedo Moskva nelle competizioni ufficiali della stagione 2018-2019.

## Stagione
Dopo quattro stagioni in PPF Ligi, la squadra vinse il proprio girone ottenendo l'accesso in PFN Ligi.

## Rosa
| N. |                        | Ruolo | Calciatore          |
| -- | ---------------------- | ----- | ------------------- |
| 4  | Russia (bandiera)      | C     | Aleksandr Eliseev   |
| 6  | Russia (bandiera)      | D     | Sergej Šustikov     |
| 7  | Russia (bandiera)      | A     | Damir Tregulov      |
| 8  | Russia (bandiera)      | C     | Nikita Kashaev      |
| 9  | Russia (bandiera)      | C     | Artem Selyukov      |
| 10 | Azerbaigian (bandiera) | C     | Ragim Sadykhov      |
| 11 | Russia (bandiera)      | C     | Konstantin Kertanov |
| 14 | Russia (bandiera)      | A     | Pavel Solomatin     |
| 15 | Russia (bandiera)      | C     | Aleksandr Orekhov   |
| 16 | Russia (bandiera)      | D     | Maksim Shorkin      |
| 17 | Russia (bandiera)      | C     | Andrey Mironov      |

| N. |                   | Ruolo | Calciatore          |
| -- | ----------------- | ----- | ------------------- |
| 20 | Russia (bandiera) | C     | Artur Galoyan       |
| 22 | Russia (bandiera) | P     | Petr Ustinov        |
| 24 | Russia (bandiera) | C     | Andrey Lyakh        |
| 27 | Russia (bandiera) | C     | Oleg Kalugin        |
| 31 | Russia (bandiera) | A     | Denis Degtev        |
| 33 | Russia (bandiera) | A     | Ivan Sergeev        |
| 37 | Russia (bandiera) | D     | Artem Ponikarov     |
| 44 | Russia (bandiera) | D     | Artem Samsonov      |
| 55 | Russia (bandiera) | D     | Nikita Sergeev      |
| 79 | Russia (bandiera) | C     | Konstantin Troyanov |
| 85 | Russia (bandiera) | P     | Dmitri Tsitsilin    |

## Risultati

### Campionato
| Arbitro: | Maksim Rudenko |

|                    |           |                     |
| Maksim Shorkin 86’ | Marcatori | 90’ Bogdan Mishukov |

| Arbitro: | Aleksandr Mashlyakevich |

|                  |           |  |
| Artur Galoyan ?’ | Marcatori |  |

| Arbitro: | Oleg Evstigneev |

|  |           |                         |
|  | Marcatori | 59’ Konstantin Kertanov |

| Arbitro: | Taras Shevchenko |

|                     |           |  |
| Pavel Solomatin 85’ | Marcatori |  |

| Arbitro: | Kirill Silantjev |

|  |           |                                     |
|  | Marcatori | 10’ Artem Selyukov 13’ Ivan Sergeev |

| Arbitro: | Maksim Perezva |

|                  |           |  |
| Denis Degtev 65’ | Marcatori |  |

| Arbitro: | Ivan Abrosimov |

|                                                         |           |  |
| Sergej Šustikov 15’ Denis Degtev 23’ Maksim Shorkin 38’ | Marcatori |  |

| Arbitro: | Artem Lyubimov |

|                                     |           |                            |
| Ivan Sergeev 13’ Ragim Sadykhov 24’ | Marcatori | 70’ (aut.) Artem Ponikarov |

| Lipeck 15 settembre 2018, ore 14:00 9ª giornata | Metallurg Lipeck | 0 – 0 referto | Torpedo Mosca | Stadio Metallurg (4.000 spett.)\| Arbitro: \| Oleg Sokolov \| |
| Arbitro:                                        | Oleg Sokolov     |               |               |                                                               |

| Arbitro: | Ilya Ivanov |

|                    |           |  |
| Maksim Shorkin 54’ | Marcatori |  |

| Arbitro: | Aleksey Ivannikov |

|  |           |                                                        |
|  | Marcatori | 5’ Ragim Sadykhov 42’ Artem Ponikarov 73’ Ivan Sergeev |

| Arbitro: | Ivan Saraev |

|                                        |           |                   |
| Maksim Shorkin 31’ Pavel Solomatin 53’ | Marcatori | 9’ Artem Arkhipov |

| Arbitro: | Artem Smolin |

|  |           |                                   |
|  | Marcatori | 54’ Ivan Sergeev 78’ Ivan Sergeev |

| Arbitro: | Maksim Matyunin |

|  |           |                  |
|  | Marcatori | 13’ Denis Degtev |

| Arbitro: | Mikhail Bukhovets |

|                     |           |                     |
| Sergej Šustikov 24’ | Marcatori | 67’ Ilya Molteninov |

| Arbitro: | Oleg Sokolov |

|  |           |                                      |
|  | Marcatori | 65’ Artur Galoyan 74’ Nikita Kashaev |

| Arbitro: | Aleksey Kuznetsov |

|                 |           |                     |
| Ivan Sergeev 4’ | Marcatori | 52’ Fedor Dvornikov |

| Arbitro: | Oleg Koretskiy |

|                        |           |                                             |
| Evgeniy Drushchits 76’ | Marcatori | 51’ Ivan Sergeev 78’ (rig.) Pavel Solomatin |

| Arbitro: | Aleksey Kuznetsov |

|                                             |           |                                                               |
| Yuri Dubrovin 42’ (rig.) Almaz Fatikhov 76’ | Marcatori | 60’ Ragim Sadykhov 62’ (rig.) Ragim Sadykhov 73’ Ivan Sergeev |

| Arbitro: | Aleksey Fedotov |

|                                                       |           |                                       |
| Yuri Andreychenko 41’ Konstantin Pavlov 90'+2’ (rig.) | Marcatori | 70’ Damir Tregulov 80’ Damir Tregulov |

| Arbitro: | Mikhail Bukhovets |

|                                              |           |                        |
| Ragim Sadykhov 51’ (rig.) Artem Samsonov 89’ | Marcatori | 72’ Andrey Ovchinnikov |

| Arbitro: | Oleg Sokolov |

|                                                                   |           |  |
| Nikolay Vdovichenko 41’ Aleksey Sapaev 57’ Nika Chkhapelia 90'+1’ | Marcatori |  |

| Arbitro: | Yuri Karpov |

|                                                                      |           |  |
| Ivan Sergeev 6’ Ivan Sergeev 20’ Ragim Sadykhov 42’ Ivan Sergeev 86’ | Marcatori |  |

| Arbitro: | Stanislav Isaev |

|                 |           |                                            |
| Denis Lenjo 65’ | Marcatori | 28’ Ivan Sergeev 42’ (rig.) Ragim Sadykhov |

| Arbitro: | Taras Shevchenko |

|                                                                                                |           |                    |
| Ragim Sadykhov 2’ Ragim Sadykhov 4’ (rig.) Kirill Feofilaktov 32’ (aut.) Aleksandr Eliseev 67’ | Marcatori | 35’ Dmitri Doronin |

| Arbitro: | Dmitri Matveev |

|                           |           |                                                                        |
| Temur Dzhikiya 44’ (rig.) | Marcatori | 59’ Ivan Sergeev 76’ Ivan Sergeev 81’ Ivan Sergeev 90'+2’ Ivan Sergeev |

### Coppa di Russia
| Arbitro: | Yuri Karpov |

|                    |           |  |
| Artem Selyukov 44’ | Marcatori |  |

| Arbitro: | Egor Egorov |

|  |           |                                                            |
|  | Marcatori | 8’ Ivan Sergeev 23’ Denis Degtev 62’ (rig.) Ragim Sadykhov |

| Arbitro: | Yan Bobrovskiy |

|                                          |           |  |
| Konstantin Kertanov 21’ Ivan Sergeev 82’ | Marcatori |  |

| Arbitro: | Aleksey Eskov |

|  |           |                           |
|  | Marcatori | 34’ (rig.) Evgeniy Markov |